# كينان ماكدوغال
كينان ماكدوغال هو لاعب كرة القدم الكندية كندي، ولد في 18 مارس 1990 في ساسكاتون في كندا.